# مريم مرسل

مريم مرسل 1 يناير 1950، مغنية وملحنة معروفة من الصومال، تربت مريم في عائلة مسلمة مع أربع بنات.

## روابط خارجية
- مريم مرسل على موقع ميوزك برينز (الإنجليزية)
- مريم مرسل على موقع ديسكوغز (الإنجليزية)